# Республика Корея на летних Олимпийских играх 2004
Республика Корея на летних Олимпийских играх 2004 была представлена 264 спортсменами. По сравнению с прошлыми играми сборная Южной Кореи завоевала на 2 медали больше и заняла 9-е место в неофициальном командном зачёте.

## Награды

### Золото
| Золото |                                    |                                                  |
| №      | Спортсмены                         | Вид спорта (дисциплина)                          |
| 1      | Ха Тхэ Гвон Ким Дон Мун            | Бадминтон (мужчины, парный разряд)               |
| 2      | Чон Джихён                         | Борьба (мужчины, греко-римская борьба, до 60 кг) |
| 3      | Ли Вон Хи                          | Дзюдо (мужчины, до 73 кг)                        |
| 4      | Ю Сын Мин                          | Настольный теннис (мужчины, одиночный разряд)    |
| 5      | Пак Кён Мо Лим Дон Хён Чан Ён Хо   | Стрельба из лука (мужчины, командное первенство) |
| 6      | Пак Сон Хён                        | Стрельба из лука (женщины, личное первенство)    |
| 7      | Юн Ми Джин Пак Сон Хён Ли Сун Чжин | Стрельба из лука (женщины, командное первенство) |
| 8      | Мун Дэ Сун                         | Тхэквондо (мужчины, до 80 кг)                    |
| 9      | Чан Чжи Вон                        | Тхэквондо (женщины, до 57 кг)                    |

### Серебро
| Серебро | |                                               |
| №       | Спортсмены | Вид спорта (дисциплина)                       |
| 1       | Сон Сын Мо | Бадминтон (мужчины, одиночный разряд)         |
| 2       | Ли Дон Су Ю Ён Сун | Бадминтон (мужчины, парный разряд)            |
| 3       | Мун Ый Джэ | Вольная борьба (мужчины, до 84 кг)            |
| 4       | Ким Чха Ён, Ким Хён Ок, Мён Бок Хи , Мун Гён Ха, Мун Пхиль Хи, О Сон Ок, О Ён Ран, У Сон Хи, Ли Гон Чжу, Ли Сан Ын, Им О Гён, Чан Со Хи, Чхве Им Чон, Хо Сун Ён, Хо Ён Сук | Гандбол (женщины)                             |
| 5       | Ким Тэ Ын | Спортивная гимнастика (мужчины, многоборье)   |
| 6       | Чан Сун Хо | Дзюдо (мужчины, до 100 кг)                    |
| 7       | Ли Ын Силь Сок Ын Ми | Настольный теннис (женщины, парный разряд)    |
| 8       | Чин Джон О | Стрельба (мужчины, пистолет, 50 метров)       |
| 9       | Ли Бо На | Стрельба (женщины, дубль-трап)                |
| 10      | Ли Сун Чжин | Стрельба из лука (женщины, личное первенство) |
| 11      | Ли Бэ Ён | Тяжёлая атлетика (мужчины, до 69 кг)          |
| 12      | Чан Ми Ран | Тяжёлая атлетика (женщины, свыше 75 кг)       |

### Бронза
| Бронза |                       |                                               |
| №      | Спортсмены            | Вид спорта (дисциплина)                       |
| 1      | Ра Гён Мин Ли Гён Вон | Бадминтон (женщины, парный разряд)            |
| 2      | Чо Сок Хван           | Бокс (до 57 кг)                               |
| 3      | Ким Чон Джу           | Бокс (до 69 кг)                               |
| 4      | Ян Тхэ Ён             | Спортивная гимнастика (мужчины, многоборье)   |
| 5      | Чхве Мин Хо           | Дзюдо (мужчины, до 60 кг)                     |
| 6      | Ким Гён А             | Настольный теннис (женщины, одиночный разряд) |
| 7      | Ли Бо На              | Стрельба (женщины, трап)                      |
| 8      | Сон Мён Соп           | Тхэквондо (мужчины, до 68 кг)                 |
| 9      | Хван Кён Сон          | Тхэквондо (женщины, до 67 кг)                 |

## Результаты соревнований

### Академическая гребля
В следующий раунд из каждого заезда проходили несколько лучших экипажей (в зависимости от дисциплины). В финал A выходили 6 сильнейших экипажей, остальные разыгрывали места в утешительных финалах B-E.
Мужчины
| Соревнование | Спортсмены  | Предварительный заезд | Предварительный заезд | Предварительный заезд | Отборочный заезд | Отборочный заезд | Отборочный заезд | Полуфинал     | Полуфинал     | Полуфинал     | Финал   | Финал   | Итоговое место |
| Соревнование | Спортсмены  | Заезд                 | Время                 | Место                 | Заезд            | Время            | Место            | Заезд         | Время         | Место         | Время   | Место   | Итоговое место |
| ------------ | ----------- | --------------------- | --------------------- | --------------------- | ---------------- | ---------------- | ---------------- | ------------- | ------------- | ------------- | ------- | ------- | -------------- |
| одиночки     | Хам Джун Ук | 5                     | 7:50,39               | 5                     | 5                | 7:11,38          | 3                | Полуфинал D/E | Полуфинал D/E | Полуфинал D/E | Финал D | Финал D | 22             |
| одиночки     | Хам Джун Ук | 5                     | 7:50,39               | 5                     | 5                | 7:11,38          | 3                | 2             | 7:33,70       | 3             | 7:10,44 | 4       | 22             |

### Плавание
Спортсменов — 7
В следующий раунд на каждой дистанции проходили лучшие спортсмены по времени, независимо от места занятого в своём заплыве.
Мужчины
| Спортсмен    | Соревнование        | Предварительные заплывы | Предварительные заплывы | Полуфиналы | Полуфиналы | Финал     | Финал     |
| Спортсмен    | Соревнование        | Результат               | Место                   | Результат  | Место      | Результат | Место     |
| ------------ | ------------------- | ----------------------- | ----------------------- | ---------- | ---------- | --------- | --------- |
| Пак Тхэ Хван | 400 м вольный стиль | DSQ                     | DSQ                     |            |            | Не прошёл | Не прошёл |
| Ким Пан Хён  | 400 м комплекс      | 4:23,05                 | 20                      |            |            | Не прошёл | Не прошёл |

Женщины
| Спортсменка                                 | Соревнование          | Предварительные заплывы | Предварительные заплывы | Полуфиналы | Полуфиналы | Финал     | Финал     |
| Спортсменка                                 | Соревнование          | Результат               | Место                   | Результат  | Место      | Результат | Место     |
| ------------------------------------------- | --------------------- | ----------------------- | ----------------------- | ---------- | ---------- | --------- | --------- |
| Нам Ю Сён                                   | 400 м комплекс        | 4:45,16                 | 8                       |            |            | 4:50,35   | 7         |
| Сон Со Ын Рю Юн Чжи Син Мин Чжи Ким Хён Чжу | 4×100 м вольный стиль | 3:44,84                 | 9                       |            |            | Не прошли | Не прошли |

*—участвовали только в предварительном заплыве

### Фехтование
Спортсменов — 4
В индивидуальных соревнованиях спортсмены сражаются три раунда по три минуты, либо до того момента, как один из спортсменов нанесёт 15 уколов. В командных соревнованиях поединок идёт 9 раундов по 3 минуты каждый, либо до 45 уколов. Если по окончании времени в поединке зафиксирован ничейный результат, то назначается дополнительная минута до «золотого» укола.
Мужчины
| Соревнование          | Спортсмены                                       | 1/32 финала           | 1/16 финала                  | 1/8 финала                       | Четвертьфиналы       | Полуфиналы           | Финал матч за 3-е место | Место |
| Соревнование          | Спортсмены                                       | Соперник Результат    | Соперник Результат           | Соперник Результат               | Соперник Результат   | Соперник Результат   | Соперник Результат      | Место |
| --------------------- | ------------------------------------------------ | --------------------- | ---------------------------- | -------------------------------- | -------------------- | -------------------- | ----------------------- | ----- |
| Индивидуальная рапира | Ха Чхан Док                                      | Не участвовал         | Юрий Молчан (RUS) поб. 15:13 | Сальваторе Санцо (ITA) пор. 6:15 | Завершил выступление | Завершил выступление | Завершил выступление    | 9     |
| Командная рапира      | Ким Ун Сун Пак Хи Гён Ха Чхан Док Чхве Бён Чхоль |                       |                              |                                  | Китай · пор. 36:45   | За 5-8 место         | За 5-е место            | 7     |
| Командная рапира      | Ким Ун Сун Пак Хи Гён Ха Чхан Док Чхве Бён Чхоль | Германия · пор. 40:45 | Египет · поб. 45:35          |                                  | Китай · пор. 36:45   |                      |                         | 7     |